# エストニアの言語
本項では、エストニア共和国の言語状況について述べる。
エストニアではエストニア語のみが国家語とされているが、ロシア帝国支配やソビエト連邦による占領の経験から、エストニア国内にはエストニア語を解さないロシア語話者が一定数存在する。エストニア政府は度重なる「言語法」の改訂によって彼らの排除、あるいは社会統合を企図し、その甲斐あって若年層のロシア人はエストニア語能力に向上を見せた。しかし、エストニア語能力を有さない住民は北東部イダ＝ヴィル県を中心に未だ多く存在し、その社会統合は課題として残されている。また、近年では第三の言語として英語が急速に浸透しつつもある。

## 現況
2011年国勢調査では、エストニア国内で国家語であるエストニア語を母語とする者は88万6859人（68.5パーセント）であり、次いでロシア語母語話者が38万3062人（29.6パーセント）、3位のウクライナ語母語話者が8012人（0.6パーセント）となっている。これらを含めて25の言語に1000人以上の母語話者が存在し、その他小規模なものを含めると計157の言語がエストニアに母語話者を持つとされる。また、視覚言語としてエストニア手話にも147人の母語話者が確認されている。

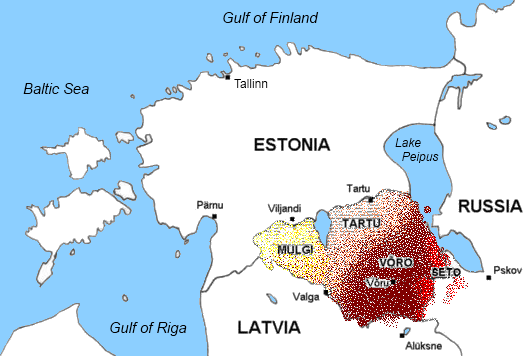
エストニア語南部諸方言の分布

エストニア永住者の10.1パーセントに当たる13万1243人がエストニア語の方言を話すことができ、うちヴォロ語話者は8万7048人（セトゥ方言話者1万2549人を含む）、サールテ語 (et) 話者は2万4520人（キフヌ下位方言 (et) 話者1320人を含む）、ムルキ語話者は9698人である。これらエストニア語南部諸方言は、ソビエト連邦の崩壊後に復興の気運が高まり、地方言語と認定する法案も提出されているが、成立には至っていない。とはいえ、ヴォロ語とその文化に対しては政府を通じて積極的な支援と資金援助が行われてもいる。

### ロシア語

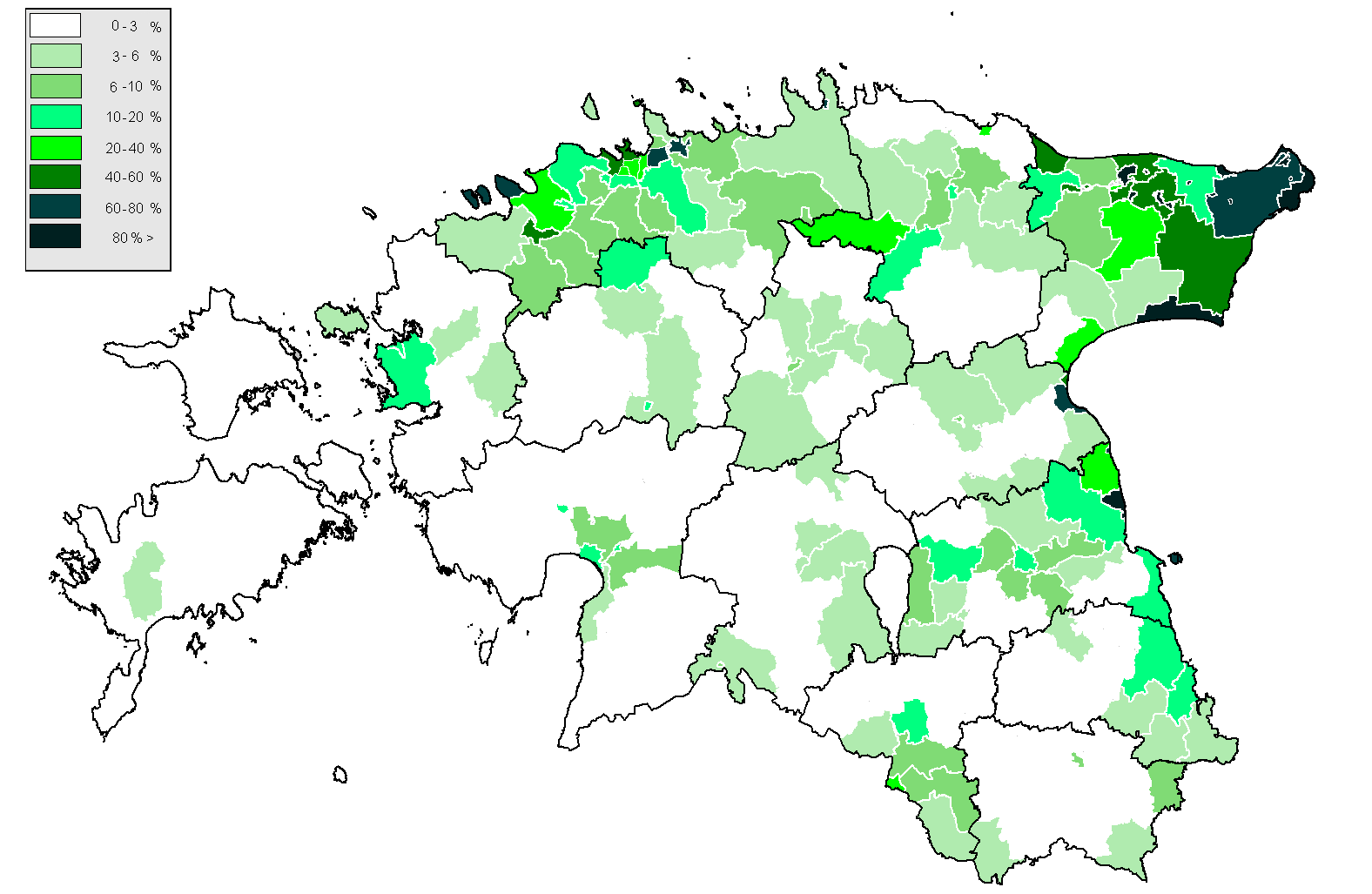
2000年国勢調査におけるロシア語話者の分布

ロシアとの国境に近い北東部イダ＝ヴィル県ナルヴァではロシア語話者の割合が95パーセント以上を占め、その他イダ＝ヴィル県にはロシア語話者が過半数を占める都市が散見される。この大量のロシア語話者の存在は、第二次世界大戦期のソビエト連邦によるエストニア第一共和国併合によって、ロシア人がエストニアに流入したことが原因である。
エストニアにはロシア人の他にも少数民族が居住しているが、政府報告書によれば、彼らのほとんどは母語を失ってエストニア語化ないしロシア語化している。そのため、今日のエストニアに残された言語問題はその大部分がロシア語に関するものである。
エストニアの言語法第11条には、「全定住者のうち過半数の使用する言語がエストニア語でない地方自治体においては、自治体内の実務言語として〔中略〕エストニア語に加えて全定住者のうち過半数を形成する少数民族の言語を使用することができる」との条文があり、ロシア人が95パーセント以上を占めるナルヴァ市議会は、これに基づいて議会でのロシア語使用許可を申請している。政府は、同市におけるエストニア語の使用が未だ保障されていない、として申請を却下したが、ロシア人の側は、非合法状態にはありながら公的領域においてもロシア語の使用を続けている。

### 民族別の状況
2017年の調査では、国内の非エストニア民族のうち41パーセントがエストニア語の読み書きができると回答しており、まったく話せないと回答した者は10パーセントである。しかし、イダ＝ヴィル県に限れば読み書きができるとする者は22パーセントまで減少し、まったくエストニア語能力を持たないとする者も22パーセントに増加する。世代別に見れば、74歳以上の者は24パーセントが読み書きできるが、19パーセントはまったく解さない。その一方で15歳から24歳まででは67パーセントが読み書きでき、まったく解さない者は3パーセントに留まるなど、ロシア人若年層のエストニア語能力は着実に向上している。
一方、エストニア民族の側にも未だソ連時代のロシア化の影響は根強く、2017年に至ってもその48パーセントがロシア語の読み書き能力を有し、まったく話せないとする者も5パーセントに留まっている。しかし、これも世代別では15歳から24歳までの読み書き能力者は17パーセント、まったく解さない者が18パーセントであるように、若年層のエストニア民族もまたロシア化の影響から脱しつつある。
また近年では、歴史的に馴染みのない英語も急速に浸透しつつあり、2017年の時点でエストニア語とロシア語に次いで使用される言語となっている。同年の調査ではエストニア民族の37パーセント、非エストニア民族の19パーセントがその読み書き能力を有するとされる。しかし非エストニア民族の英語能力はエストニア民族に比して格段に低く、また民族問わず50歳以上ではその読み書き能力者は10パーセント程度に留まるなど、英語の浸透度合いには著しい格差が存在する。
教育問題については、2017年には非エストニア民族の保護者も、ロシア語学校でも幼稚園からエストニア語を教えることに79パーセントが賛成するなど、社会統合策は熱意を持って受け入れられている。一方、以降の初等・中等・高等教育においては、エストニア民族の保護者の7割以上が子供をエストニア語学校へ通わせたいと考えるのに対し、非エストニア民族の保護者の指向はロシア語学校や民族・言語混合学校、英語学校など遙かに多様である。また、肝心のエストニア語での教授能力に長けたロシア語学校の教師の不足は、エストニア語による社会統合への妨げとなっていると指摘されている。
| 非エストニア民族のエストニア語能力に関する自己評価（15歳以上・2017年） 自在に操る (16%) 理解し、話し、書く (25%) 理解し、少し話す (30%) 少し理解するが話せない (20%) 皆無 (10%) | エストニア民族のロシア語能力に関する自己評価（15歳以上・2017年） 自在に操る (21%) 理解し、話し、書く (27%) 理解し、少し話す (29%) 少し理解するが話せない (18%) 皆無 (5%) | 非エストニア民族の英語能力に関する自己評価（2017年） 自在に操る (6%) 理解し、話し、書く (13%) 理解し、少し話す (16%) 少し理解するが話せない (21%) 皆無 (44%) | エストニア民族の英語能力に関する自己評価（2017年） 自在に操る (15%) 理解し、話し、書く (22%) 理解し、少し話す (22%) 少し理解するが話せない (15%) 皆無 (26%) |

|                            |              |  |     |     |
| エストニア語               | エストニア語 |  | 79% | 79% |
| ロシア語                   | ロシア語     |  | 42% | 42% |
| 英語                       | 英語         |  | 39% | 39% |
| その他                     | その他       |  | 10% | 10% |
| 公的空間でのエストニア民族 |              |  |     |     |

|                              |              |  |     |     |
| エストニア語                 | エストニア語 |  | 59% | 59% |
| ロシア語                     | ロシア語     |  | 74% | 74% |
| 英語                         | 英語         |  | 30% | 30% |
| その他                       | その他       |  | 4%  | 4%  |
| 公的空間での非エストニア民族 |              |  |     |     |

|                            |              |  |     |     |
| エストニア語               | エストニア語 |  | 99% | 99% |
| ロシア語                   | ロシア語     |  | 35% | 35% |
| 英語                       | 英語         |  | 21% | 21% |
| その他                     | その他       |  | 4%  | 4%  |
| 私的空間でのエストニア民族 |              |  |     |     |

|                              |              |  |     |     |
| エストニア語                 | エストニア語 |  | 46% | 46% |
| ロシア語                     | ロシア語     |  | 97% | 97% |
| 英語                         | 英語         |  | 13% | 13% |
| その他                       | その他       |  | 5%  | 5%  |
| 私的空間での非エストニア民族 |              |  |     |     |

## 言語政策史

### 独立以前
国家の成立以前、エストニア地域における公式言語はデンマーク語・ドイツ語・スウェーデン語と、支配者の移り変わりによって変遷した。同地にロシア帝国の支配が確立した後は、ロシア語が唯一公式の教授言語となった。しかし、その文化領域での支配的言語はエリートのバルト・ドイツ人が使用したドイツ語であり、17世紀にスウェーデン帝国によって設立されたタルトゥ大学も、エストニア独立までほぼ一貫してドイツ語を教授言語としていた。19世紀初頭の農奴解放令によって生まれ始めたエストニア人知識層も、やはりコミュニケーション手段としてはドイツ語を使用した。

### 戦間期
1922-1923年度の言語別中等学校への通学者の割合
だが、多くのドイツ人やドイツ化したエストニア人が民俗学的関心や啓蒙主義・ロマン主義に基づいてエストニア語の保存・収集を行ったことは（エストフィリア）、その意図に反してエストニア人民衆の民族意識を覚醒させる方向に働いた。やがて1918年2月にエストニア第一共和国がロシアからの独立宣言をなすと、11月に制定された国語法によって、エストニア語がその「国家語」であると宣言された。これによって、出生・婚姻・死亡届や郵便物の住所もエストニア語で書かれるようになり、軍隊での公用語もエストニア語となった。
一方、革命後のソビエト・ロシア政権が少数民族の言語権を保障したことに呼応し、翌12月には教育省 (et) 令によって、20人以上の同一言語使用者がいる場合にはその母語を教授言語とし、20人に満たない場合でも週3時限の母語での学習が認められるようになった。また、国会など公的な場でもエストニア語に加えドイツ語とロシア語が併用され続けており、これには実用性のみならず少数言語の威信という側面もあった。1919年に成立した、姓のエストニア語化を謳う法律はさほど影響力を持たず、中等・高等教育においてはエストニア人であっても子弟を「文化的な」ドイツ語学校へ通わせる例もあった。
外国語教育については、1920年の段階では3-4年生でドイツ語が、5-6年生でロシア語が必修とされていた。この時点では英語を第一外国語とする案もあったが、教師の不足により実現しなかった。しかし、1923年には3-6年生でドイツ語が、5-6年生で英語が必修化され、対してロシア語が初等教育から除外されている。さらに外国語教育はその後、1926年には一言語まで、1928年には5年生からと縮小した。
一方、1925年には国際的にも類を見ないほどリベラルな「少数民族文化自治法」が採択され、各民族は母語で教育を行う学校を公費で設立・運営する権利を得た。1929年の時点で、国内にはロシア語100校・ドイツ語19校・スウェーデン語15校・ラトビア語7校・イングリア語3校・ユダヤ人学校3校の初等学校と、ドイツ語14校・ロシア語9校・ユダヤ人学校2校・ラトビア語1校の中等学校、そしてドイツ語とロシア語で1校ずつの高等学校が存在した（ユダヤ人学校の教授言語はロシア語→イディッシュ語→現代ヘブライ語へと転換している）。

#### 沈黙の時代
やがてコンスタンティン・パッツによる権威主義体制（沈黙の時代）が確立されると、1934年の教育改革によって、外国語教育は自治体および保護者の負担によってのみ設けられることとなった。これにより、1935年には初等教育全体の3分の1から外国語が排除された。また、エストニア人が少数派の自治体でもエストニア語での授業が保障されるようになった反面、自治体に少数民族が15人以下の場合には、原則としてエストニア語での授業が強制されるようになった。また、ドイツ化したエストニア人を「本来の姿に戻す」ため、親のいずれかがドイツ人でない限りドイツ語学校への入学は認められなくなった。
1934年には再び姓のエストニア語化を謳う法が成立し、これによって多くの人々が改姓した。1935年には地名・街路名のエストニア語表記が（歴史的な文脈を除いて）強制されるようになり、従来エストニア語名を持たなかった土地にも新たにエストニア語名が与えられた。

### ソ連支配とロシア化

#### スターリン・フルシチョフ時代
しかし、1940年にはバルト諸国占領によってエストニアはソビエト連邦へ併合され、その後独ソ戦を経てエストニア・ソビエト社会主義共和国に対するソ連支配は確立した。エストニア語やエストニア文化を学びつつ共存していたそれまでの少数民族とは異なり、戦後に大量に流入してきたロシア人は自身の文化を保持したままで、エストニア人とも解け合うことはなかった。1975年の時点で、エストニア国内のロシア人のうちエストニア語を十分に使用できるのは12.5パーセントに過ぎず、これはバルト三国中で最低の水準であった。
ソ連政府によってエストニアでのロシア語学習が義務化され、1956年版指導要領からエストニア語は除外された。1965年から1972年まで中等教育でエストニア語は教えられず、ロシア人生徒はロシア語だけで授業を受けることができた。エストニア語学習はバイリンガル教育とも言えない低レベルなものに留まり、そもそもロシア人が学ぶ第一外国語は英語が通例であった。少数民族学校は閉鎖され、少数民族は皆進学に有利なロシア語学校へ通うようになったため、彼らのロシア化が進んだ。
これらエストニア文化の存立が危ぶまれる状況に、エストニア人らもロシア語の第二言語化には強く抵抗した。エストニア共産党中央委員会第一書記のニコライ・カロータムも学校教育のロシア化に抵抗し、教育相フェルディナント・エイセン (et) もエストニア語学校におけるエストニア語とエストニア文学の必修化を維持した。これによって、ロシア語学習に要する時間は、民族語学習時間の削減ではなく、中等教育就学年限の1年延長という、ソ連では例外的な形で確保された。国内のエストニア語初頭・中等学校の割合は、1956-1957年の77パーセントから1972年には73パーセントまで低下したが、この割合はなおエストニア人の人口比を若干上回っている。

#### ブレジネフ時代以降
しかし、1977年にはブレジネフ憲法によってさらなるロシア語教育の強化が推進され、翌1978年12月にはエストニア共産党中央委員会事務局秘密指令「プロトコル105第1項」により、ロシア語を社会生活唯一の手段とすること、そしてロシア語を愛するように生徒を教育させることが定められた。
1979年にはエストニア閣僚会議決定により、ロシア語教師の給料増額とロシア語クラスの定員削減が定められた。幼稚園などの就学前教育施設でも半日のロシア語教育が導入され、1982年には、ソ連ではリトアニアと並んで最も遅かったものの、小学校1年からの集中的なロシア語教育が開始された。1981-1982年のエストニア語学校におけるエストニア語授業時間は66時間であった一方、ロシア語授業時間は41時間であった（一方、ロシア語学校ではエストニア語16時間に対してロシア語72時間）。
そしてついに1983年4月、エストニア教育省作成の「エストニア語学校におけるロシア語優先教育に関する5か年計画」により、中等教育の修了要件にロシア語習得が義務化された。ロシア語は「第二母語」とされ、エストニア語学校においても母語学習の60パーセントがロシア語に割かれる一方、第一外国語の授業は1945年の週27時間から週16時間へと減少した。1980年代末の時点でロシア語学校数は全体の3分の1に達し、それらは主に軍の駐屯地や大工業地域（タリン・シッラマエ・コフトラ＝ヤルヴェ・ナルヴァ・タパ・パルティスキなど）に置かれた。そのカリキュラムはロシア共和国のものに準じたものであり、通常5年ごとに転勤のある軍人とその子弟の都合に合わせたものであった。
エストニア語に対する圧力は公的なもののみに留まらず、役所でエストニア語の用紙を要求すれば民族主義者・ファシストと罵られ、全国の図書館からはエストニア語の書籍約1000万冊が秘密裏に処分され、印刷間際の口承文学の原稿が突如紛失し、エストニア人の歴史的記念碑や博物館・教会にも原因不明の放火・破壊が頻発する有様であった。その一方で、エストニア共産党中央委員会総会は、1985年から一貫してその討論の過半数をエストニア語で行っており、また公式文書の保管規則も、リトアニア共産党と並んで二言語での文書印刷を定めていた。
とはいえ、エストニア語教育とロシア語教育の非対称性は、エストニア人がロシア語に習熟する一方、ロシア人はエストニア語を理解も学習もしないという状況を呼んだ。1989年国勢調査では、非エストニア人のうちエストニア語バイリンガルは19パーセントである一方、エストニア人の59パーセントがロシア語バイリンガルであり、国民の58.9パーセントがロシア語を話すという状態であった。

### ペレストロイカ時代
|              | エストニア語修得者 | エストニア語修得者 | エストニア語修得者 |         | ロシア語修得者 | ロシア語修得者 | ロシア語修得者 |
| 母語         | 第2言語            | 計                 | 母語               | 第2言語 | 計             |                |                |
| エストニア人 | 98.9%              | 0.6%               | 99.6%              | 1.0%    | 33.6%          | 34.6%          |                |
| ロシア人     | 1.3%               | 13.7%              | 15.0%              | 98.6%   | 1.1%           | 99.7%          |                |
| ウクライナ人 | 1.2%               | 6.9%               | 8.1%               | 54.5%   | 39.7%          | 94.2%          |                |

しかし、同時期のソビエト連邦の崩壊に際して1988年11月にエストニア最高会議 (et) は主権宣言を発し、12月には憲法改定によってエストニア語を「国家語」と規定。翌1989年1月18日にはペレストロイカ期においてソ連構成共和国最初の「言語法」を採択した（憲法採択時の言語法案について、賛成329票・反対10票・棄権6）。
メンバー20人のうちロシア人を3人のみ含む作業部会によって策定されたこの言語法により、エストニア語は国家語とされ、ロシア語は「連邦の交流」に必要な言語とされ、その他の少数語に対しても文化を発展させる権利が認められた。ロシア人の多くは、ロシア語に「民族間交流語」の地位が与えられなかったことに強く反発した。しかし、ロシア語に法的地位を認めてはロシア語優位の現状を変えることはできない、として、政府はロシア人の要求を拒否した（これは、リトアニアと並んでソ連の中で最も強硬な態度であった）。
6月には国家労働・社会問題委員会が「エストニア・ソビエト社会主義共和国における言語運用能力要求の適用に関する手引き」を作成し、職場ごとに必要とされるエストニア語能力を規定した。この手引きは大統領・政府メンバー・オンブズマン・裁判官・心理士などの専門職に流暢なエストニア語能力を要求するもので、ロシア人の政界進出にとっては著しく不利な内容であった。職業別の言語能力確保は4年後の1993年2月1日が期限とされ、政府は成人教育用に33の「言語センター」を設置し、希望者に対するエストニア語の教育と言語能力テストも実施した。1990年には、言語政策の策定・言語法の遵守の促進と監督・不履行への処罰を受け持つ言語監督庁が設置された。
言語法制定以降、公式資料はロシア語優先から二言語ないしエストニア語での作成へと転換し、ロシア語や二言語による看板・標識・外国語風の企業名は公的空間から一掃された。しかし、政府広報紙はロシア語でも発行され続け、地方行政ではロシア語のみで運営された地域も残された。法廷や行政機関でも個人はロシア語の使用が許可され、ロシア語のラジオ放送も国内全土で聞くことができた。成人に対するエストニア語教育の経験不足からその使用は浸透せず、言語能力テストも不適切な水準であり何ら実用的な結果を残せなかった。そもそもこの段階の言語法は、ロシア人最高会議議員に配慮したこともあり、その企図はロシア人のバイリンガル化であってエストニア語による一元化ではなかった。

### 独立回復期
その後、エストニアはソ連から独立回復を達成し、1992年6月に採択した新憲法の第6条において、エストニア語はその国家語と規定された。一方、ロシア語の地位については明記されなかった。法文においては「すべての市民が国家機関あるいは地方自治機関においてエストニア語を使用し、エストニア語で回答を得る権利を持つ」とされたが、「例外的に、その地域の住民の多数が非エストニア語を使用している場合、地方自治体は地域内に流通する言語として、地域の永住民の多数派言語を使用できる」とされた。個人および集団の言語権は基本的人権として認められ、言語を理由とした差別も禁じられた。
しかし、同時期にエストニア政府は、1940年6月以降に移住してきたロシア人に対しては自動的な国籍付与を認めないと決定した。さらに、復帰された1938年国籍法によってエストニア語能力が帰化要件とされたため、エストニア国内に居住する大多数のロシア人は無国籍状態に追いやられることとなった。加えて、1993年6月に可決の「外国人法」によって実質的なロシア人の国外退去までが定められるに至って、全欧安全保障協力会議 (CSCE) やヘルシンキ・ウォッチ、欧州評議会などの国際調査団はエストニアに反露政策の見直しを要求した。結果、「外国人法」の修正とともに、帰化要件についても「1500語程度の日常会話能力」へと緩和がなされた。11月には、1925年の法を基にした「少数民族文化自治法」が採択され、ロシア人を含めた3000人以上の少数民族に対しても文化的自治が保障された。

### エストニア化の推進

#### 1995年言語法
|          |              | 1990- 1991年度      | 1997- 1998年度      |
| -------- | ------------ | ------------------- | ------------------- |
| 全国     | エストニア語 | 13万8288人 (63.22%) | 15万1478人 (69.64%) |
| 全国     | ロシア語     | 8万519人 (36.78%)   | 6万6023人 (30.36%)  |
| タリン   | エストニア語 | 2万9941人 (45.74%)  | 3万2038人 (52.58%)  |
| タリン   | ロシア語     | 3万5525人 (54.26%)  | 2万8890人 (47.42%)  |
| ナルヴァ | エストニア語 | 181人 (1.61%)       | 252人 (2.26%)       |
| ナルヴァ | ロシア語     | 1万1024人 (98.39%)  | 1万875人 (97.74%)   |

しかし、1995年2月に新たに制定された「言語法」では、ロシア語に与えられていた特別な地位はなくなり、その他の外国語と同列とされた。これは、妥協的な1989年言語法では多数派の言語権を十分に保障できなかったためであるが、少数民族の人権状況を監視する国際機関とのさらなる妥協として、少数言語の使用権も明定された。言語法によれば、公文書はエストニア語で作成されねばならず、エストニア語を解さない個人に対して外国語を使用するかは役人の個人裁量によるとされた。そして、公的機関および私企業で使用される言語は政府が決定するとされた。
11月に国連自由権規約人権委員会が決定した所見においては、ロシア語話者が行政職に採用されにくい状況が、ロシア人が差別なく公的サービスを受けることができない現実をもたらしている、と指摘されている。また所見は、エストニア語能力が帰化要件とされている点についても憂慮を示した。他方、この時期に至っても国内にはエストニア語をまったく解さない住民が約30万人いると推定され、また警察機関ではロシア語のみが話され続けていた。

#### 大統領の抵抗
翌1996年1月には公務員に要求される言語能力が3段階引き下げられる一方、公務員と国会議員に対してエストニア語能力試験を課すことが定められた。同年の改正「国会議員選挙法」と「地方議会議員選挙法」によって、立候補者に対するエストニア語能力の要求は引き上げられ、1997年11月には議会が、政治家・公務員のみならず民間企業に対してもエストニア語能力を課す言語法第5条改定案を採択した。しかし、レンナルト・メリ大統領はこれへの署名を拒否して議会へ差戻し、さらに翌12月には議会が、差戻された法案を修正することなく再採択した。これに対してメリは
- 国会議員および地方議員に要求されるエストニア語能力基準を政府が策定する状況は、憲法第4条の定める権力分立に違反する
- 営利企業・非営利団体・経営者・外国人の専門家などに対し、私人との職務上の交流に際してエストニア語の取得要件を課す、という条文は過度に明確さを欠き、憲法第10条・第11条の定める民主主義社会・法治国家の原則に違反する
- 改定法案を通じて政府に与えられている広範な権力は人々にとって把握・予測困難であり、これも法治国家の原則に違反する

として、改定言語法案の違憲確認訴訟を、最高裁憲法審査部に提起した。そして最高裁憲法審査部も、
- 国会議員選挙法および地方議会議員選挙法（憲法的法律）が候補者のエストニア語能力基準を言語法（一般法）に委ね、さらにその言語法が基準策定・査定を政府に委ねることは、憲法第4条（権力分立）・第87条（政府の権限）・第104条（憲法的法律の採択・改正手続き）に抵触する
- 改定言語法案の条文は憲法上の権利および自由の行使を侵害し得る

として言語法第5条改定案に対する違憲判断を下した。さらに続いて、当選を取消されたロシア系地方議員が提起した違憲確認訴訟によって、現行の地方議員選挙法と言語法に対しても違憲判決が下された。選挙法と言語法は翌1998年12月に改定され、加えてCSCEの後身である欧州安全保障協力機構 (OSCE) の勧告に従い、2001年11月の選挙法改定で立候補者の言語能力は要件ではなくなった。しかし同時に、議会の審議ではエストニア語を使用することも確認された。

#### EUへの譲歩
「我々はバルト三国の言語を学ばされるべきではない」という意見に対するエストニアのロシア人の回答（1999年）
その後の欧州連合 (EU) との関係強化を受けて、1999年2月にエストニアは言語法の再改定を行った。これによってエストニア語の保護はさらに拡大され、私企業やNGOにおいても商品・サービスの提供におけるエストニア語の使用が義務付けられた。しかし、OSCEはこれに対し「私的分野にまで踏み込んだ言語規制は人と資本の自由移動を求めたEUの規定に抵触する」と抗議し、エストニア文化委員会議長ラウリ・ヴァフトレの側も「エストニアにはエストニア人が少数派の地域もあるのであって、ヨーロッパにはそのような例はないではないか」と反論した。
しかし結局、翌2000年6月にはEUとOSCEの勧告をほぼ全面的に容れた形で言語法の修正が行われた。民間分野におけるエストニア語の使用義務については「公益（社会の安全・公共秩序・公共行政・健康・衛生・消費者保護・職務上の危機）によって正当化される場合のみ規定される」との文言が追加され、一定期間国内に滞在する外国人専門家に対するエストニア語能力の要求も削除された。
だが2003年3月には、なおも自由権規約人権委員会が所見を決定し、選挙の立候補者に対するエストニア語能力の要求放棄・他言語での選挙活動の緩和・言語法の柔軟な解釈によるロシア人の雇用拡大・ロシア人が集住する地域でのロシア語の公的表示などが勧告されている。

### 社会統合プログラム

#### PHAREプログラム
言語法が国内外で議論を呼ぶ一方、エストニア政府は1998年3月、「非エストニア人統合基金」を設立し、エストニア北東部のロシア人警官・教師・自治体職員・医療従事者などに対する専門訓練を開始した。次いで10月には、エストニア政府・EU・国連開発計画の3者による「エストニア語教育のためのEU・PHAREプログラム」が発足した。PHAREプログラムに基づいて、2000年には7000人が無償のエストニア語講座を受講し、またエストニア北東部の非エストニア人警官・兵士・医療従事者・失業者などに、優先的に言語・職業訓練が実施された。1998年から2001年までの夏期には、ロシア人の子供たち延べ9000人が、エストニア語キャンプやエストニア人家庭へのホームステイへ参加している。

#### 教育改革
翌1999年の教育省令では、非エストニア語総合制学校では卒業試験を、普通教育学校では国家試験をエストニア語で実施することとされた。また公用語教育カリキュラムの変更により、すべての非エストニア語学校で1年生からエストニア語学習が開始されるとともに、非エストニア語話者の教師の言語能力・職業適性がチェックされることとなった。同年12月にはカナダ国際開発庁・トロント学校当局・フィンランド・欧州評議会の4者による合同プログラム「エストニア語学校への言語イマージョン」も開始された。このプログラムにおいては、幼稚園では授業の50パーセント以上を、1年生ではすべてをエストニア語で行い、2年生後期からロシア語を教授言語として使用し始め、7年生の始めからは教科の50パーセントをロシア語で教えるものとされた。
翌2000年3月には国家プログラム「エストニアの社会統合2000-2007」が議会で承認され、初等教育卒業者にエストニア語中級能力を、中等教育卒業者に日常生活と勤労に必要なエストニア語知識と、さらなるエストニア語学習能力を持たせることが、その課題として掲げられた（同時に、少数民族が母語で教育を受け、自身の文化を保持する機会を持つことも課題とされた）。
しかし、2002年3月になると「基礎学校・普通教育学校法」が改定され、住民が希望する場合には2007年以降もロシア語教育が継続されることとなった。翌4月に施行された改定「基礎・後期中等学校法」では、後期中等教育においてエストニア語以外を教授言語とすることも認められた。翌2003年からは、同一言語を使用する生徒が10人以上いる場合、保護者の要求に応じて学校長が週2時間の民族言語・文化に関する授業を許可できるようになった。
2007年には教育改革によって、後期中等教育におけるエストニア語での授業割合を60パーセントとすることが定められ、同年には憲法前文に、エストニア語の保護を国家の責務とする、との文言が追加された。1993年6月制定の「初等・中等教育法」以来、激しい論争の末に延期されてきたロシア語中等学校へのエストニア語の授業の導入と国家予算配分の打ち切りも、2007-2008年度から開始された。
一方ロシア語学校については、2008年以降も全授業をロシア語で行って構わないとする例外規定も設けられており、2014年の時点でも多くのロシア語学校は60パーセント規定を満たしていない状態となっている。また、少数民族学校に対してはエストニア語のみを排他的に用いるような勧告はなされていない。

#### 社会統合の進展
|  | まあまあ / よくできる | まったくできない |

| 1997年：エストニア国籍 | 62 | 15 |

| 1997年：無国籍 | 23 | 37 |

| 1997年：ロシア国籍 | 23 | 40 |

| 2000年：エストニア国籍 | 72 | 10 |

| 2000年：無国籍 | 29 | 34 |

| 2000年：ロシア国籍 | 16 | 50 |

| 2002年：エストニア国籍 | 66 | 10 |

| 2002年：無国籍 | 33 | 29 |

| 2002年：ロシア国籍 | 16 | 61 |

| 2005年：エストニア国籍 | 71 | 12 |

| 2005年：無国籍 | 25 | 26 |

| 2005年：ロシア国籍 | 5 | 51 |

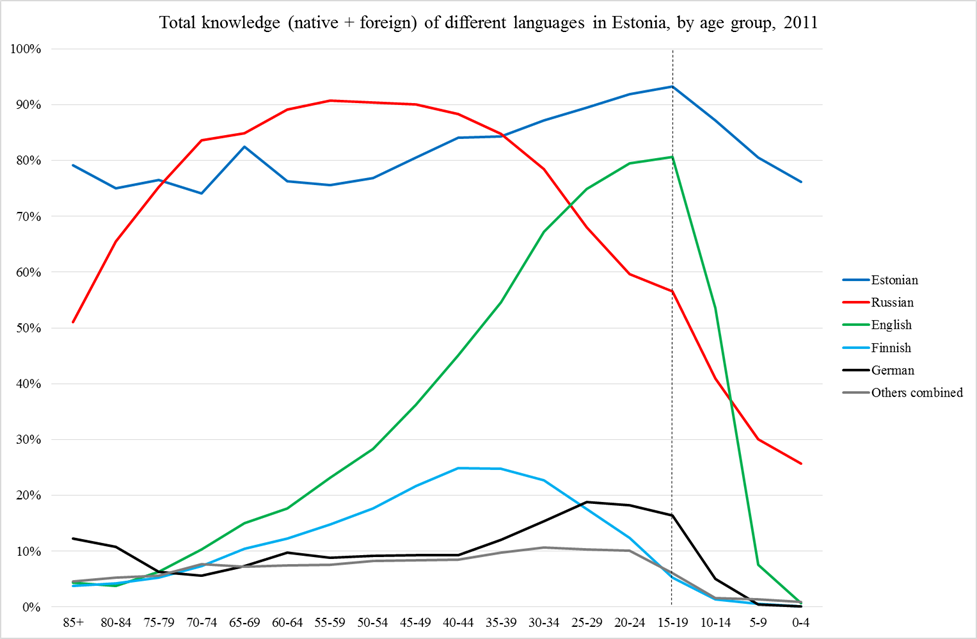
エストニア在住者の言語能力の世代別推移（2011年）
·····

ロシア人の統合に向けた取組みの結果、エストニア語能力を有するロシア人の割合は1989年の15パーセントから2005年には42パーセントに上昇し、若年層のエストニア語能力が向上した。同時期には地方自治体の10-12パーセントが作業言語としてロシア語を使用していたが、この割合はロシア人の人口比を下回っている。一方、同年に至ってもタリンのロシア人のうち16パーセントが、ナルヴァのロシア人のうち62パーセントがエストニア語能力を有さないままであった。しかし、2000年代に入るとナルヴァにも初等・中等1校ずつのエストニア語学校が開校し、調査でも住民たちのほとんどが「エストニア語で子供に教育を受けさせたい」と回答している。
同時期の調査ではロシア国籍者のエストニア語能力に低下がみられるが、これは彼らがエストニア語の使用機会の限られる北東部に集住し、またその大部分（2000年の時点で60パーセント）が年金生活者であるなど、高齢化が進んでいることが理由とされる。無国籍者にはロシア国籍者よりも高い向上がみられ、彼らが日常生活・就職あるいは帰化のためにエストニア語能力を必要としていることを示唆している。独立回復後、ロシア国籍者の28パーセントがエストニア語を学習し、69パーセントがまったく何もしていないと回答するのに対し、無国籍者はその約半数がエストニア語を学習していると回答している。また、帰化者の58パーセントは国籍取得後もエストニア語学習を継続している。
2008年から2017年までの間に、ロシア人がエストニア語を話すことは相互信頼に繋がると考える者の割合は、エストニア人で53パーセントから77パーセントへ、非エストニア人で29パーセントから64パーセントへと高まった。エストニア語能力を持つ者ならばその民族は問題ではない、と考えるエストニア人の割合も、24パーセントから66パーセントへ上昇した。その一方、エストニア語を身につければ非エストニア人でもよい職に就けると考える者の割合は、エストニア人が59パーセントから74パーセントへ増加する反面、非エストニア人では80パーセントから61パーセントへと減少している。

### グローバル化へ向けて
2004年8月に政府が承認した「エストニア語の発展戦略2004-2010」においては、もはやロシア語の存在は主眼ではなく、グローバル化の中でのエストニア語の保護が念頭に置かれた。非エストニア人のエストニア語能力が向上する一方で、多くの生活分野に英語が浸透してきた状況を受けて、2011年に策定された新言語法では、従来よりも言語景観に注意が向けられている。
タリンや観光都市のパルヌ・ハープサルが晒されている英語化の圧力に対し、新法は、公的情報ならびに広告について、エストニア語話者が少なくとも観光客と同レベルには情報を得られる程度のエストニア語を使用するよう求めている。また、国内でエストニア人とロシア人が意思疎通に英語を用いることを不適切と考える者の割合も、2008年から2017年までの間に、エストニア人で7パーセントから22パーセントへ、非エストニア人で14パーセントから37パーセントへと高まっている。